# انگلیه، شاروت-ماریتیم
انگلیه (به فرانسوی: Angliers) یک کمون در فرانسه است که در canton of Courçon واقع شده‌است. انگلیه ۱۰٫۷۴ کیلومتر مربع مساحت دارد ۶ متر بالاتر از سطح دریا واقع شده‌است.